# Tigidio Perenio
Sexto Tigidio Perenio (en latín, Sextus Tigidius Perennis; ¿? - 185), más conocido como Tigidio Perenio, fue prefecto del cuerpo de guardaespaldas imperial, conocido como la Guardia Pretoriana, durante los reinados de Marco Aurelio y Cómodo.
Bajo el gobierno de Cómodo, Perenio llevó a cabo las acciones administrativas que delegaba el emperador. Herodiano describe cómo Perenio capitalizó la desconfianza de Cómodo hacia el Senado, acabando con muchos poderosos senadores, y reclamando sus riquezas para sí. También se pensó que Perenio ambicionaba poder militar, ya que entregó lujosos regalos a los soldados para atraerlos a su causa, y sus hijos fueron colocados en puestos de mando. La Historia Augusta sugiere que Perenio persuadió a Cómodo de seguir su política de control, liberando al emperador para que se entregara a sus aficiones hedonistas.
En el año 185 se vio implicado en un complot para acabar con la vida de Cómodo al ser acusado por su rival político, el chambelán Marco Aurelio Cleandro. Tras descubrirse su implicación, Cómodo ordenó su ejecución.